# Furi
『Furi』（フリー）は、フランスのインディーゲームスタジオThe Game Bakersが開発したアクションゲーム。

## 概要
牢獄に捕らえられていた主人公が脱獄し、牢獄世界からの脱出を目指すSF作品。牢獄の看守（ガーディアン）であるボスキャラクターと連戦するという、いわゆるボスラッシュを主題とした内容で、敵が放つ弾幕系シューティングのような広範囲攻撃をかいくぐりながら刀や銃で応戦していく。本作のキャラクターデザインは漫画家・イラストレーターの岡崎能士が担当し、BGMは複数のエレクトロミュージシャンが手掛けている。
公式サイトによると、本作の作風は『NO MORE HEROES』『メタルギアソリッド』『GOD HAND』といった日本製のゲームに触発されたもので、戦いの時に感じる恐怖、情熱、アドレナリンの組み合わせの瞬間を捉えたいという願望の表れとしている。

## システム
主人公の攻撃方法は、刀による直接攻撃と銃による間接攻撃があり、いずれもチャージすることで高威力の攻撃となる。また、敵の攻撃をタイミングよく受け流すとライフが一定量回復し、ベストタイミングの時には敵がスタン状態となる。このほか、発動の瞬間のみ無敵になる短距離ダッシュの能力も備えている。
戦闘シーンには複数のフェーズがあり、フェーズごとに敵の攻撃パターンが変化する。敵のライフが尽きると主人公のライフが全回復し次のフェーズに移行するが、逆に、主人公のライフが0になると敵のライフが全回復した状態でフェーズの初めから再開し、残機が尽きるとゲームオーバーになる。
難易度は「プロムナード（Promenade）」「フリー（Furi）」「フリーア（Furier）」の3段階で、「フリーア」は「フリー」のクリア後に解禁される。また、「フリー」のクリア後にはスピードランモードもプレイ可能となる。

## 登場人物
主人公とボイス以外は全てボスキャラクター。
主人公
声 - なし
宇宙に浮かぶマザーシップから舞台となる惑星へ侵略のために派遣されるも囚われの身となった人物。作中では言葉を発しない。後述のスターからは「ライダー（Rider）」と呼ばれている。
殺人兵器と化していた頃の覇気は収監中に失われたが、後述のボイスの手引きにより脱獄し、看守たちと対決する。
ボイス (The Voice)
声 - 間宮康弘
ウサギのようなマスクをかぶった人物。主人公の行く先々に現れ状況説明や助言を行う狂言回しのような役回り。
後に、自らが牢獄を建築し牢獄世界を作り上げたことを明かすが、一方で主人公の力を借りて世界からの脱出を目指している。その理由は、外の世界で危篤状態になっている娘と再会するためである。
チェーン (The Chain)
声 - 蜂須賀智隆
機械的な鎧を装備した人物。能面を模した3種のマスク「女」「翁」「般若」を頭部に巻きつけ、状況に応じていずれか一つが顔を覆う。
主人公が収監された独房の直接の看守で、脱獄直後の主人公の前に立ち塞がる。
戦闘シーンの多くは操作を学ぶチュートリアルを兼ねており、終盤から本格的な戦闘が行われる。
ストラップ (The Strap)
声 - なし
女性サイボーグ。顔面が機械装置で覆われ、一輪の車両の上で両手両足が拘束されている。
あらゆるものを破壊し尽くす凶暴性から牢獄に収監されたが、サイボーグ化してからは看守を務めている。
戦闘の進行により形態を変化させる。第2形態では両手の拘束が解かれて鎌状の武器で攻撃し、第3形態では両足の拘束も解かれ這いつくばって高速移動する。
ライン (The Line)
声 - 木村雅史
半裸で佇む老人。両腕に多くの腕時計を身に着け、頭部にはヘッドフォンをはめている。
未来予知能力を持つ「タイムマスター」で、達観したような言葉を用い主人公に話しかける。
戦闘の序盤ではフィールド中央の岩に座って動かず周囲を壁で守っているが、途中から機械的な長剣を用いた素早い攻撃も行う。
ウロコ (The Scale)
声 - 蜂須賀智隆
両手に銛を持ち、緑色に光るパワードスーツで全身を覆った人物。ゲーム内で閲覧できる設定画像ではスーツ内部の顔の案が示されているが、作中で顔を見せることはない。
主人公に対して強い恨みを抱いており、復讐心を露わにして戦いを挑む。
水で覆われたフィールドで水中に潜って瞬間移動しながら攻撃を仕掛ける。
ハンド (The Hand)
声 - 松田健一郎
光り輝く剣を持ち、全身を防具で固めた人物。
主人公が投獄されるきっかけを作った人物でもある。主人公との戦闘前には、幼い息子に勝利を誓う。
剣による直接・間接攻撃を行い、戦闘中盤からは盾を投げ捨てて強力な攻撃を放つ。
ソング (The Song)
声 - 鷄冠井美智子
大きなリング状のゴーグルを頭部に備えた人物。
主人公のこれまでの行いを受容し、改心して今いる世界に留まるよう説得するが、主人公がこれに背くと戦闘態勢に入る。
戦闘時には背中から伸びた電子的な翼で空中を飛び回りながら攻撃し、戦闘後半ではフィールドの四方にある塔からエネルギーを受け周囲にシールドを張る。
なお、ソングの申し出通りに主人公がしばらく留まっていると通常とは異なるシーンが始まり、そのままエンディングを迎える。そして直後にセーブデータが消去されるがこれは意図的な仕様で、「真エンディング」としてプレイヤーに強烈な感情を届けたいというディレクターのEmeric Thoaの考えが反映されている。
バースト (The Burst)
声 - 大津愛理
帽子から垂れ下がった幕で顔や体を覆った人物。ライフルとハンドガンを所持している。
全ての勝負事を「負ける選択肢のないゲーム」と捉える自信家で、戦い甲斐のある者の登場を望んでいる。
広大なフィールドを素早く移動し時折姿を消しながら攻撃を仕掛ける。また、周囲を飛び回るドローンも攻撃に加勢する。
エッジ (The Edge)
声 - 松田健一郎
褐色の鎧の上に衣を纏った人物。長短2本の刀と櫂を得物としている。
主人公と戦うために体を鍛え上げ、海沿いの戦場で主人公の訪れを待つ。
戦闘後半には横方向のみ移動可能な桟橋上に移動し、主人公は直接攻撃だけで戦うことになる。
ビート (The Beat)
声 - 近藤唯
ファーのついたジャケットや手袋、ブーツで身を包み、ゴーグルをつけた人物。背中には突風を噴射する装置がある。
強い正義感を持ち主人公の脱獄を食い止めようと待ち構えるが、怪物だという噂とかけ離れた主人公の姿を見て困惑する。
戦闘シーンは、画面奥へ向けて進むビートを追いかけるパートと戦場でビートと戦うパートが交互に行われる。
フレイム (The Flame)
声 - 松田健一郎
左肩に2本、右肩に1本の機械的な義腕を持つ老人。PC版とPlayStation 4版では有料DLC「One More Fight」の購入後に追加され、Xbox One版とNintendo Switch版には初めから含まれている。
Xbox One版のみストーリーモードに登場する。全ての看守を撃破しマザーシップに帰還しようとする主人公の前に現れ、以前に主人公との戦いに敗れたことへの復讐心を燃やしている。
攻撃パターンはチェーンと類似している。戦闘中盤には左肩の後ろの義腕を引きちぎって鈍器に用い、終盤にはフィールド上に障壁が現れる。
スター (The Star)
声 - 鷄冠井美智子
マザーシップの主である、人間の頭部のような姿形の存在。最終ボス。
帰還した主人公に対し、惑星に再び向かい侵略するよう指示する。指示を受け入れると惑星が滅亡するエンディングを迎えるが、拒否すると船内の迎撃システムが作動し戦闘が開始される。
戦闘前半はスターの周りを取り囲む4本の機械のアームと4機の飛行体が攻撃を仕掛け、後半はスターが自ら攻撃を繰り出す。
バーナード (Bernard)
声 - なし
刀を携えた人型の存在。フレイムの撃破後にタイトルメニューから選択し対戦可能となる。Xbox One版には登場しない。
全ボス中で最も多い9つのフェーズがあり、他のボスが用いた技の数々を行使する。

## 受賞・ノミネート
- Ping Awards（フランス語版） 2016 「Ping meilleure bande son（Pingベストサウンドトラック）」受賞[9]
- Golden Joystick Awards 2016 「Best Original Game」「Best Visual Design」「Best Indie Game」ノミネート[10]